# ألان ريدفرن
ألان ريدفرن (بالإنجليزية: Alan Redfearn)‏ هو لاعب دوري الرغبي بريطاني، ولد في أغسطس 1952.